# 穆埃雷亞斯卡鄉
45°11′N 24°20′E / 45.183°N 24.333°E
穆埃雷亞斯卡鄉（羅馬尼亞語：Comuna Muereasca, Vâlcea），是羅馬尼亞的鄉份，位於該國西南部，由沃爾恰縣負責管轄，面積43平方公里，海拔高度423米，2002年人口2,713，人口密度每平方公里63人。